# Ítalo Bosseti
Ítalo, właśc. Ítalo Bosseti (ur. ?, zm. ?) – piłkarz brazylijski grający na pozycji pomocnika.

## Kariera klubowa
Ítalo występował w klubach AA das Palmeiras i Palestra Itália.

## Kariera reprezentacyjna
W oficjalnej reprezentacji Brazylii Ítalo zadebiutował 7 stycznia 1917 w zremisowanym 0-0 meczu z urugwajskim klubem Dublin Montevideo. Drugi raz w reprezentacji wystąpił 6 maja 1917 w zremisowanym 1-1 meczu z argentyńskim klubem Sportivo Barracas Bolívar. Trzeci i ostatni raz w reprezentacji wystąpił 27 stycznia 1918 w zremisowanym 0-0 meczu z Dublinem Montevideo.